# Loyalist (Ontario)
Loyalist to gmina (ang. township) w Kanadzie, w prowincji Ontario, w hrabstwie Lennox And Addington.
Powierzchnia Loyalist to 340,15 km².
Według danych spisu powszechnego z roku 2001 Loyalist liczy 14 590 mieszkańców (42,89 os./km²).